# قناة اللؤلؤة
قناة اللؤلؤة هي قناة تلفزيونية بحرينية تابعة للمعارضة تبث من العاصمة البريطانية لندن وتنقل أخبار البحرين السياسية حول العالم والشأن البحريني بشكل خاص.
```
قناة اللؤلؤة الفضائية هي القناة الفضائية المستقلة الأولى في البحرين، انطلق بثها في يونيو 2011 من العاصمة البريطانية لندن.
```

وتتخذ اللؤلؤة “الواقع بشفافية” شعاراً لها في نقل ما يجري على أرض الواقع في قالب من المهنية والموضوعية.
وتسعى اللؤلؤة لنشر الوعي العام بالقضايا التي تهم المجتمع في البحرين وتعزيز حق المواطن في معرفة واقع ما يجري بشفافية تامة.
ويأتي موقع “قناة اللؤلؤة” مكملاً حيث يعتمد الموقع الأخباري على بث الأخبار والتقارير على مدار الساعة لمواكب تسارع الأحداث في البحرين والمنطقة. ترددها 11372-27500-عمودي

## التحديات
تواجه قناة اللؤلؤة تحديات جمة بسبب نقلها إلى أحداث الحراك الشعبي المطالب بالتحول نحو الديمقراطية في البحرين، وتتعرض القناة إلى تشويش متعمد من قبل السّلطات البحرينية بحسب ما القائمين عليها، لمنع وصولها إلى البحرينيين، وكانت قد هدّدت القناة برفع شكوى ضد السلطات البحرينية أمام الأمم المتحدة.
وبعد دخولها عالم الفضائيات في يوليو العام 2011، لم تصل نشرة الأخبار إلى المشاهدين فهذه القناة البحرينية بدأت بثّ برامجها لكن ليس من البحرين بل من العاصمة البريطانية لندن، وبعد أربع ساعات من البث المباشر تم التشويش على القناة. ريم عبد الله، مقدمة النشرة تقول أنّها محبطة ولكنها تأمل أن تعاود «قناة اللؤلؤة» بثها قريبا فالقناة حسب ريم تريد أن تكون «صوت البحرينيين المطالبين بالديمقراطية والحرية».

## وصلات خارجية
- حساب قناة اللؤلؤة في تويتر
- حساب قناة اللؤلؤة في فيسبوك  على فيسبوك.
- لمشاهدة بث قناة اللؤلؤة عبر الإنترنت
- الموقع الرسمي للقناة